# 瀬名一秀
瀬名 一秀 / 睡足軒 一秀（せな かずひで / すいそくけんいっしゅう）は、室町時代の武将。遠江今川氏の今川貞延（堀越貞延）の長男。駿河国庵原郡瀬名村に移り住み、瀬名を名字とした。
初名は義秀。また、諱の本来の表記は旧字体で「弌秀」である（子孫である弌明以降の当主が「弌」の字を名前に用いている）。

## 生涯
はじめ、遠江国堀越の海蔵寺の喝食であったが、文明6年（1474年）、父・貞延の死去により還俗し、家督を相続する。その後、駿河今川家・義忠が文明8年（1476年）に塩買坂で討死後、家を継いだ幼少の龍王丸（氏親）の補佐役となり、駿河国瀬名村（現：静岡県静岡市葵区瀬名）を与えられて居館を構えた。長享2年（1488年）に菩提寺として、光鏡院を建立した。永正3年（1506年）には二俣城に在城したことが『小笠原文書』に記されている。
菩提寺の光鏡院には江戸時代に250回忌の際に建立された供養塔と、平成9年（1997年）に500回忌に建立された供養塔がある。

## 二俣について
従来、一秀は二俣城主とされてきたが、長谷川清一は後に城主になったと考えられる二俣昌長や朝比奈時茂のように二俣郷内の玖延寺に文書を発給していないことから一秀は城主ではないのではないかと提起した。大石泰史は城主としての可能性は低いが、在番として入城することも考えられるため断定できないとしている。
また、『天竜市史』は松井宗信以前の二俣の城を笹岡城とし、現存する二俣城は宗信の家督継承時である永禄2年2月23日以降のものとしている。一方で文亀元年（1501年）には小笠原貞朝が二俣に在陣している（すなわち在陣できる施設がある）ことが確認でき、永正6年（1509年）推定3月23日小笠原定基宛瀬名一秀書状には二俣城お取り立て（築城）候とある。このことから大石泰史は小笠原貞朝が在陣した施設を笹岡城、瀬名一秀が永正6年に現存する二俣城を築いた可能性を指摘している。

## 系譜
『寛政重修諸家譜』の「瀬名」系譜は3男を載せる。嫡男の氏貞・次男の貞清（さだきよ、万五郎、尾張守）・三男の氏成（うじなり）である。曾孫には徳川家康の正室・築山殿がいる。
一方、『土佐国蠧簡集残篇四』所収「瀬名家系図」は氏貞・大井次郎妻・氏達（孫五郎、左京亮）・大沢妻・元源（小坂安養寺）の3男2女を載せる他、貞基・某安房守室・関口刑部少輔室は一秀とは別腹と載せている。